# Nicolas Édouard de La Barre-Duparcq
Nicolas Édouard de La Barre-Duparcq, född 1819 i Saint-Cloud, död 1893, var en fransk militärskriftställare.
de La Barre-Duparcq var flera år lärare i krigshistoria vid krigsskolan École Spéciale Militaire de Saint-Cyr i Saint-Cyr-l'École och hade avancerat till överste och generaldirektör i Brest, när han tog avsked 1879.
de La Barre-Duparcq utgav ett stort antal arbeten i befästningskonst, krigskonstens historia och biografi (Frans II, Henrik III, Henrik IV med flera), av vilka åtskilliga äger stort värde.